# Heitzhoferbach
Der Heitzhoferbach oder Heitzhöfer Bach ist ein rund vier Kilometer langer, rechter und westlicher Zufluss der Nidda, im hessischen Wetteraukreis gelegen, südöstlich und unterhalb des Vordertaunus in der Wetterau entspringend. Er fließt ostwärts der Nidda zu und unterquert dabei die Bundesstraße 3 (B 3) und die Main-Weser-Bahn. Sein Lauf ist bis Anfang der 2000er Jahre in mehreren Abschnitten und zu verschiedenen Zeiten renaturiert und damit zur Heimat von Biber und Nutria geworden.

## Name
Der Name leitet sich von einer Wüstung am Unterlauf ab: Hulshofen. Das Land Hessen gibt dabei der Schreibweise Heitzhoferbach den Vorzug, während lokal die Version Heitzhöfer Bach Anklang findet.

## Geographie

### Verlauf
Der Heitzhoferbach beginnt offiziell am nordwestlichen Ortsrand des Karbener Ortsteils Petterweil. In ein längliches irdenes Becken mündet eine Dränage, durch ein Betonrohr kann ihr Wasser das Becken verlassen. Das Rohr weist auf eine als Fußweg hergerichtete Gewässerparzelle in einem Neubaugebiet. Kanaldeckel zur Belüftung in der Oberfläche des Wegs können als Beleg für die unterirdische Wasserführung zu einem Betonbecken südlich des Friedhofs an der Ostseite der Rodheimer Straße oder Ortsdurchfahrt dienen. Der trockene und verkrautete Ablauf aus dem Becken gelangt in ein Kleingartengelände, wo er als oberirdisches Gewässer nicht auszumachen ist.
Südlich dieses Asts zeigt das Geoportal eine weitere Gewässerparzelle, die östlich der Rodheimer Straße als Fußweg mit Kanaldeckeln ausgeführt ist. Noch weiter südlich sind weitere schmale Parzellen an der Nordseite des Petterweiler Schlosses vorhanden (in einem Bebauungsplan wird dieses Gewässer als Haingraben referenziert), die sich westlich der Rodheimer Straße in die Berenger Straße erstreckt haben könnten. Diese beiden Äste (oder Parzellenstränge) treffen sich am Beginn der Riedmühlstraße, gegenüber der Einmündung des Brauwegs erfolgt die unterirdische Vereinigung mit dem Abfluss aus dem Betonbecken. Im Geoportal wird das so entstandene und zunächst verrohrte Gewässer Der Mühlgraben genannt und verläuft parallel zur Riedmühlstraße. Mehrere Meter vor der Einmündung der Robert-Blum-Straße entfernt sich die Gewässerparzelle von der Riedmühlstraße nach links und nordwärts und biegt bald ostwärts, so dass Bachlauf und Straße wieder parallel verlaufen. Dort wird bald von rechts der Ablauf eines RÜ in den erkennbar tieferen Graben eingeleitet (Fluss-km 3,26) und es fließt erstmals Wasser im Bach.
Am im Sommer 2024 modernisierten Kinderspielplatz in der Riedmühlstraße hat sich das Bachbett erweitert und verflacht, Basaltfelsen liegen als Trittsteine im Bett, die nackten Ufer weisen auf deren Nutzung als Erweiterung des Spielplatzes hin, der Bach ist ein öffentlicher geworden. Abwärts zeigen sich erste Mäander, stabilisiert durch Erlen, begleitet von einem unbefestigten Weg am linken Ufer. Er ist erreichbar über den Pfadfinderweg (Zuweg zum Pfadfinderinnenzentrum Lilienwald am Riedgraben), der auch den Mühlgrabenweg erschließt, welcher zunächst den Heitzhöfer Bach am linken Ufer begleitet, später den alten Verlauf des Riedgrabens am ehemaligen rechten Ufer. Dazu muss der Weg um 90° nach Norden schwenken, während der Heitzhöfer Bach geradeaus auf die Riedmühle zufließt. Das erklärt die Namensgebung Der Mühlgraben für den Bach, stellt aber die Frage, wo der wirkliche Bach geflossen war und wann er damit aufhörte. Zwischen der Brücke des Pfadfinderwegs und dem Wegeknick mündet von rechts, kunstvoll gemauert, der Auslass des RÜ an der Abwasser-Pumpstation am westlichen Ortsrand.
Das LAGIS und die OpenStreetMap (OSM) zeigen eine ergänzende Darstellung und führen den gebräuchlichen Namen Heitzhöfer Bach ein. Die topografische LAGIS-Karte zeigt bereits die hydraulische Verbindung des Zuflusses Riedgraben mit dem Heitzhöfer Bach, der etwa 50 Jahre zuvor in einer weniger exakten Karte lediglich zu erahnen ist. Die dargestellte Quelle des Heitzhöfer Bachs ist fast 200 Jahre später immer noch existent, wenngleich durch fortgesetzte Erosion Tonröhren einer alten Dränage freigelegt wurden, mitbewirkt durch die Anbindung des Entwässerungsgrabens eines unbefestigten und steilen Feldwegs über den 149,1 m ü. NHN hohen Riedberg⊙. Ihre Spende rinnt weiterhin dem Fließgewässer im Tal zu.
Die LAGIS-Karte von 1900 zeigt einen geradlinigen Grabenverlauf, der 1993 auf Veranlassung des damaligen Leiters des Umweltamtes der Stadt Karben, Thomas Adam, renaturiert wurde. Seither schlängelt sich der Bach zwischen vielen neu angepflanzten Erlen seiner Vereinigung mit dem Petterweiler „Mühlgraben“ zu. Der alte Verlauf ist zu Beginn des 21. Jahrhunderts immer noch an den in Reih’ und Glied stehenden alten Erlen zu erkennen.
Die Riedmühle verfügte über ein oberschlächtiges Mühlrad, sein Antriebswasser floss vielleicht zwei Meter über Bodenniveau in die Kammern des Mühlrads. Vom Mühlgrabenweg bis zur Mühle sind es etwa 100 m. Mit dem Wegfall des Mühlrads erhöhte sich das Gefälle auf dieser kurzen Strecke um 10–20 ‰. Das erklärt, warum das Gelände außerhalb des Mühlenareals so steil und tief vom Mühlgrabenweg zum Bachbett hinab abfällt. Bereits um 1900 war die Wegböschung steil, nun ist sie noch steiler, da das Bachbett um ein bis zwei Meter tiefer liegt, ungefähr den Durchmesser des ehemaligen Mühlrads. (Die Karten beim LAGIS zeigen auch, dass der Zufluss zum Mühlengebäude um 1970 verlegt wurde und damit auch die Mündung des Riedgrabens.)
Exakt auf der Grenze zwischen den Karbener Ortsteilen Petterweil und Okarben mündet bei Fluss-km 2,23 von links der aus dem Rosbacher Ortsteil Rodheim kommende Riedgraben. Nach Umrunden des Mühlengebäudes mündet bei Fluss-km 2,17 von rechts, auf der Grenze zu Okarben, der namenlose Graben, der das Wasser der Sickerquellen einer Wiese in der Petterweiler Flur „Auf dem Lausbügel“, schräg gegenüber dem Abwasser-Pumpwerk, ableitet. Wenig später fließt Wasser aus einer gefassten Quellen am linken Ufer in den Bach. Darunter folgt ein erster Abschnitt mit Mäandern. Stellenweise ist erkennbar, dass einzelne Uferabschnitte zusätzlich zum Erlenbesatz mit Steinen und Holzpfählen befestigt worden waren. Der Rad- und Fußweg zur B 3 und den anderen Karbener Ortsteilen wechselt vom rechten auf das linke Ufer, wo im Abstand ein einzelner Speierling im Hang des Riedbergs steht. Näher am Ufer steht ein Feld mit hohem Schilfrohr. Der Rad- und Fußweg führt in einer engen Kurven zwischen beiden hindurch und heißt ab hier Silberwiesenweg. Die Mäanderschlingen des Bachs beginnen, tiefer unter der Geländekante zu liegen und erreichen erneut 2–2½. Stellenweise sind Versuche der Befestigung erkennbar, am deutlichsten im Bereich der Ansiedlung Neumühle. Am Weg liegt die Quelle Silberborn. Sie dient der Versorgung der beiden Fischteiche Am Silbersee. Bachwasser müsste sonst aus der Tiefe hoch gepumpt oder die Teiche tiefer gelegt werden. Am unteren Zugang zu den Teichen steht ein nicht mehr betriebener Trafoturm, darunter, am rechten Ufer stehen die Bauten der Neumühle, am linken Ufer folgt das Karbener Naturfreundehaus. Zwischen der Radweg-Brücke und der B 3 ist das linke Ufer, wenn nicht anderweitig genutzt, mit Streuobst und einigen Walnussbäumen sowie Speierlingen bestanden.
Durch das Mäandrieren ist der Bach im 21. Jahrhundert nun länger als die offiziell angeführten 3,9 km.

### Zuflüsse
Hierarchische Liste einer Auswahl der Zuflüsse, jeweils von der Quelle zur Mündung.
- Riedgraben, aus Rosbach-Rodheim vor der Höhe, von links bei der Riedmühle
- Entwässerungsgraben aus einer Wiese am Ortsrand von Petterweil, von rechts bei der Riedmühle

### Flusssystem Nidda
- Fließgewässer im Flusssystem Nidda

## Natur und Umwelt

### Fauna
Es existiert in den 2020er Jahren ein Biber-Bestand.

## Wasserbauwerke

### Mühlen

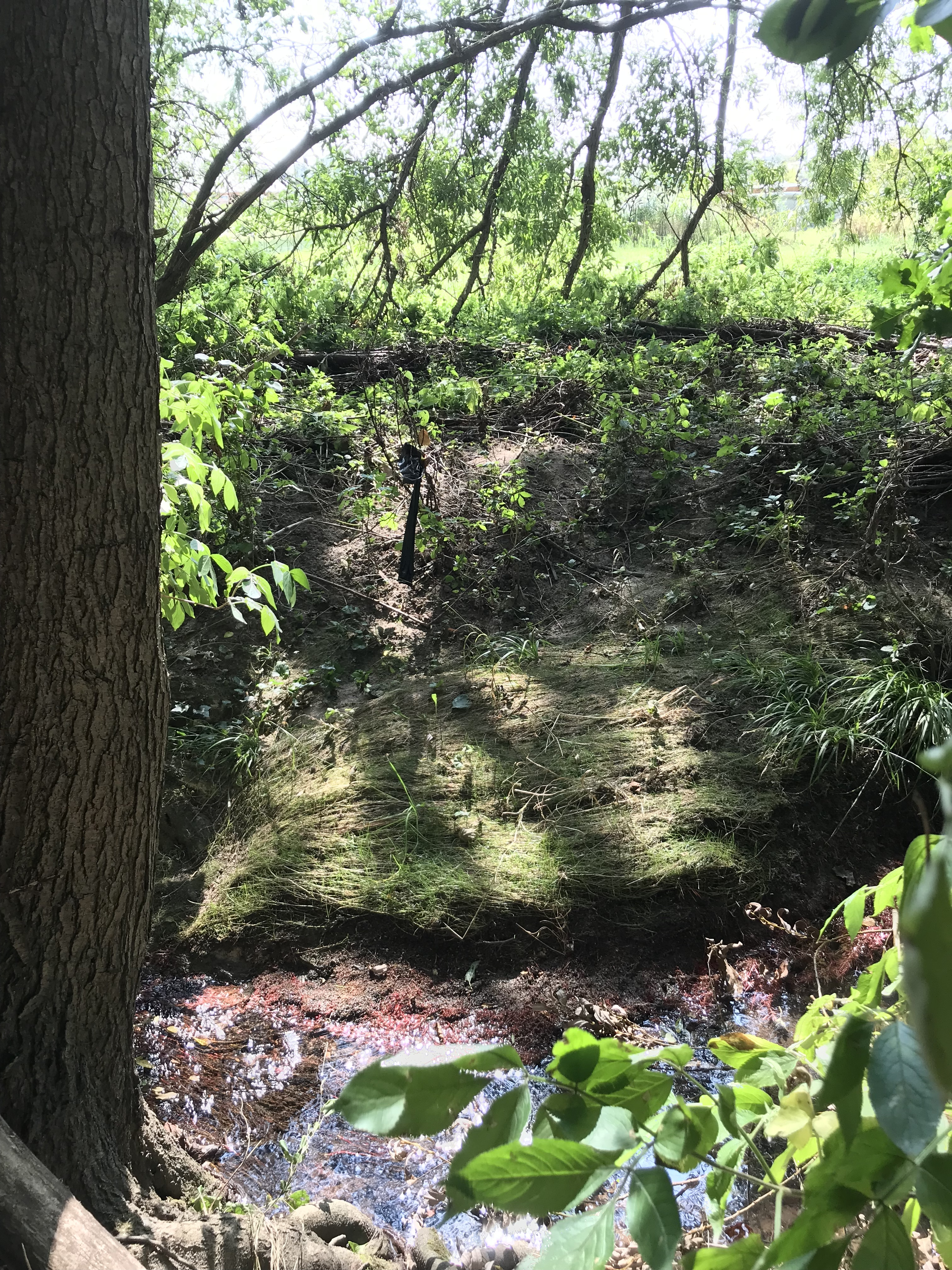
Normalwasser und mehr als ein Meter höheres Hochwasser (Relikte)

Östlich und unterhalb von Petterweil steht an der modernen Grenze zum Karbener Ortsteil Okarben die nicht mehr betriebsfähige, einst oberschlächtige Riedmühle, die als Bannmühle für den Ort fungierte. Darunter steht die ebenfalls nicht mehr betriebene Neumühle, Anfang des 21. Jahrhunderts eine Ansiedlung mehrerer Wohn-, Gewerbe- und landwirtschaftlicher Gebäude, komplett auf Okarbener Grund, früher wahrscheinlich die Mühle der Wüstung Hulshofen, die dem Bach den Namen gab.

### Brücken
Der Heitzhöfer Bach wird als Gewässer dritter Ordnung klassifiziert und sollte daher mit Durchlässen auskommen. Er kann jedoch durch hohen Niederschlag die Menge seines Abflusses um mehrere Größenordnungen intensivieren. So finden sich an ihm nur Balkenbrücken und großzügige Durchlässe.